# Cristina Díaz Moreno
Cristina Díaz Moreno (Madrid, 9 de gener de 1971) és una arquitecta espanyola.

## Biografia
En 1997 crea al costat d'Efrén García Grinda a Madrid l'estructura oberta "zero9", que proporcionava una veritable connexió entre la pràctica professional, la recerca i l'ensenyament. En 1998 es gradua com a arquitecta per la ETSAM. Zero9 es va dissoldre en 2003. En l'actualitat, participen en la definició d'un nou espai de treball sense una ubicació precisa que amplia els límits d'aquest tipus d'organització: AMID, fundat en 2003 al costat d'Efrén García Grinda.

### Experiència docent
- 1999-2000: Professora de Projectes a la Universitat Internacional de Catalunya.
- 1999-2000: Professora de Projectes a l'Escola Politècnica Superior de la Universitat d'Alacant.
- Professora Associada de Projectes en la ETSAM des de 2000.
- Professora Associada de Projectes en la ESAYA de la Universitat Europea de Madrid des de 1998.
- Professors convidats a l'Escola d'Arquitectura de París-Malaquais (2003-04), a les Escoles d'Arquitectura de la Universitat Internacional de Catalunya (ESARQ) i la Universitat Politècnica d'Alacant (1999-2000) a més d'haver dut a terme tallers i impartit conferències en Universitats i Institucions d'Europa i els EUA.

## Projectes
- Ajuntament de Lalín, Lalín, Espanya. (2004)
- Fundació Francisco Giner dels Rius. 1.er premi, Madrid, Espanya. (2004)
- Nau Industrial per a Diagonal 80 Arxivat 2015-10-20 a Wayback Machine., Sant Agustín de Guadalix, Espanya. (2007)[1]

## Premis
- Palau del Cirerer del Valle del Jerte, 2008. (1.er premi)[2][3]
- Concurs nacional per al museu Intermediae-Prado (en l'antiga Serradora Belga), reconvertida així en un centre d'art contemporani a Madrid, 2006. (1.er premi ex aequo)
- Concurs Internacional en dues fases per a la Ciutat de la Justícia de Madrid, 2005. (3r premi)
- Concurs Restringit en dues fases per a la Seu de la Fundació Giner dels Rius (Institució Lliure d'Ensenyament), Madrid, 2005. (1.er premi)[4][5]
- Concurs Restringit en dues fases per al nou Ajuntament i Edifici administratiu de Lalín, Pontevedra, 2004 (selecció).
- Concurs Restringit per invitació, Edifici d'Oficines per Made-Endesa, Medina del Campo, Valladolid, 2002. (1.er premi)
- Europan 6, Habitatges en Jyväskylä, Finlàndia, 2001. (1.er premi)
- Hayakawa Prize. Concurs Internacional Shinkenchiku-Sha «House of Goethe», 1999. (2n premio)
- Concurs Internacional 25th Croatian Youth Salon of Art, Zagreb, 1998. (1.er premio ex aequo)
- Concurso CAM, Allotjaments Temporals en el PRS, Madrid, 1997. (1.er premi)
- Secció Nòrdica UIA Concurs Internacional, Barcelona, 1996. (CDM) (1.er premi)
- Concurs Internacional “The Vertical Village”. Hbg i Stichting Dispuut Utiliteitsbouw. Ámsterdam, 1995. (CDM) (1.er premi)